# Трихозант
Трихозант , або волосицвіт (Trichosanthes) — рід однорічних витких трав'янистих рослин родини гарбузових. Трихозант походить із Південно-Східної Азії (його батьківщиною вважається Південний Китай) і в країнах цього регіону широко обробляється — в Індії це основна овочева культура сезону дощів. Крім того, його культивують у Японії та в багатьох країнах Африки і Південної Америки, у Європі же ця рослина зустрічається вкрай рідко.
Трихозант — вкрай волого-і теплолюбна культура (оптимальна для нормального життя рослин температура 25-30° С), він абсолютно не виносить навіть незначних заморозків.
Плоди трихозанту дуже декоративні і різноманітні по формі (подовжені, змієподібні), за фактурою (від гладких до сильно зморшкуватих) і забарвленням (у міру дозрівання — від темно-зелених до червоних). Квітки одностатеві: чоловічі зібрані в кетяг і розпускаються по одному, а жіночі — поодинокі, розміром приблизно 3-5 см в діаметрі. Специфічною особливістю цієї культури є те, що квітки у трихозанту розкриваються лише ввечері, а на ранок в'януть, що робить їх недоступними для місцевих комах-запилювачів.

## Види
- Trichosanthes baviensis Gagnep.
- Trichosanthes cucumerina L. — Трихозант змієподібний.
- Trichosanthes cucumerina var. anguina (L.) Haines [syn. Trichosanthes anguina L.]
- Trichosanthes cucumerina var. cucumerina
- Trichosanthes dioica Roxb.
- Trichosanthes dunniana H.Lév.
- Trichosanthes fissibracteata C.Y.Wu ex C.Y.Cheng & Yueh
- Trichosanthes homophylla Hayata
- Trichosanthes kerrii Craib
- Trichosanthes kirilowii Maxim / Trichosanthes japonica Regel — Трихозант Кирилова / Трихозант японський
- Trichosanthes laceribractea Hayata
- Trichosanthes lepiniana (Naud.) Cogn.
- Trichosanthes ovigera Blume
- Trichosanthes pedata Merr. & Chun
- Trichosanthes quinquangulata A.Gray
- Trichosanthes rosthornii Harms
- Trichosanthes rubiflos Thorel ex Cayla
- Trichosanthes rugatisemina C.Y.Cheng et Yueh
- Trichosanthes sericeifolia C.Y.Cheng et Yueh
- Trichosanthes subrosea C.Y.Cheng et Yueh
- Trichosanthes subvelutina F.Muell. ex Cogn.
- Trichosanthes tricuspidata Lour. [syn. Trichosanthes bracteata (Lam.) Voigt]
- Trichosanthes truncata C.B.Clarke
- Trichosanthes villosa Blume
- Trichosanthes wallichiana (Ser.) Wight